# フィリップ・ダルトワ (1269-1298)
フィリップ・ダルトワ（Philippe d’Artois, 1269年 - 1298年9月11日）は、フランス王家傍系のアルトワ伯ロベール2世とその妻アミシー・ド・クルトネー（フランス王子ピエール1世・ド・クルトネーの曾孫）の間の息子。コンシュ＝アン＝ウーシュ、メアン＝シュル＝イェーヴル、ノナンクールおよびドンフロン（Domfront）の領主。

## 生涯
母方からコンシュ、メアンなどの所領を相続した。1281年、ブルターニュ公ジャン2世の娘ブランシュ（1270年 - 1327年）と結婚し、間に以下の子女をもうけた。
- マルグリット（1285年 - 1311年） - 1301年、エヴルー伯ルイと結婚
- ロベール3世（1287年 - 1342年） - ボーモン・ル・ロジェ伯、リッチモンド伯
- イザベル（1288年 - 1304年） - ポワシー修道院の修道女
- ジャンヌ（1289年 - 1348年以降） - 1301年、フォワ伯ガストン1世と結婚
- オトン（1291年11月2日没）
- マリー（1291年 - 1365年） - 1309年、ナミュール侯ジャン1世と結婚
- カトリーヌ（1296年 - 1368年） - オマール伯ジャン2世・ド・ポンチューと結婚

1297年8月20日にフランドル伯家とのフールネの戦いに参加した際に重傷を負い、回復することの無いまま1年後の1298年9月に死去した。4年後の1302年に父ロベール2世伯が金拍車の戦いで戦死したとき、アルトワ伯領の跡目争いが起きた。アルトワ伯領は伝統的に男系相続より長子相続を重んじる土地であったため、フィリップの姉マオーが実権の掌握に成功し、フィリップの未成年の息子ロベール3世は相続権を伯母に奪われる形となった。